# Jacob van Walscapelle

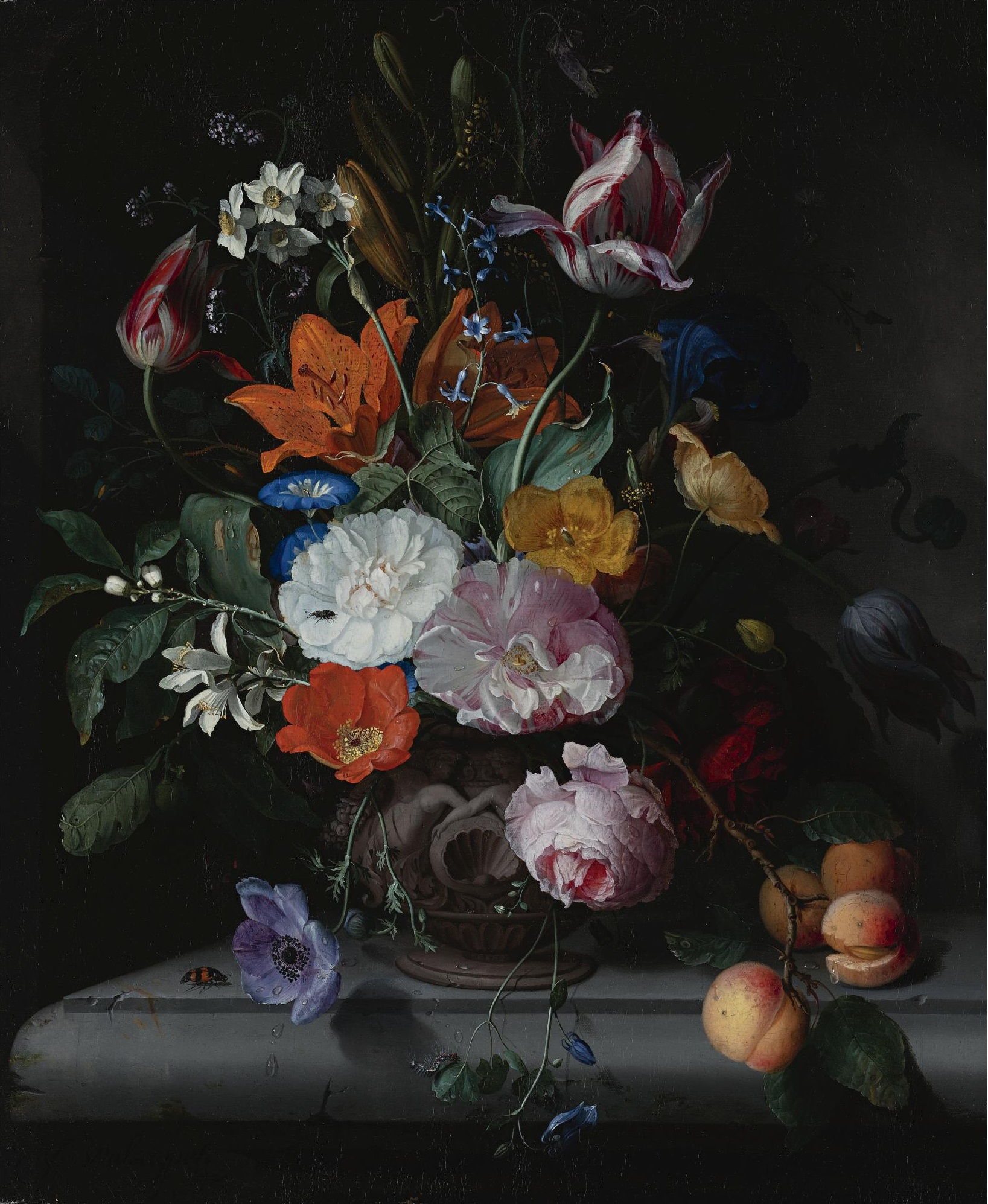
Bloemen in een vaas (Jacob van Walscapelle, ca. 1680)

Jacob van Walscapelle (Dordrecht, mei 1644 – Amsterdam, 16 augustus 1727) was een Nederlandse schilder van bloemstillevens uit de Gouden Eeuw. Hij was actief van 1667 tot 1685.

## Biografie
Volgens het RKD werd hij gedoopt als Jacobus Cruydenier. Om onbekende redenen veranderden Jacob en zijn zus Antonia later hun naam in Van Walscapelle, naar hun overgrootvader. In 1673 werd hij poorter van Amsterdam en hij trouwde in 1674 met Metje Bos. Zij woonden in de Staalstraat. Vanaf 1673 tot aan zijn dood was hij een beambte in de Amsterdamse textielindustrie. Hij werd op 20 augustus 1727 in de Nieuwezijds Kapel begraven.
Van 1664 tot 1667 was hij een leerling van de kunstschilder Cornelis Kick. Volgens Houbraken had Kick een tuin buiten de Sint-Anthoniespoort van Amsterdam, waar hij bloemen naar de natuur schilderde. Toen het land waarop de tuin lag werd opgeëist voor de Amsterdamse stadsuitbreiding, verplaatste Kick zijn tuin verder oostwaarts naar de nieuwe polder in het  Diemermeer. Toen Kick in 1667 echter het idee kreeg om naar Loenen te verhuizen, bleef Walscapelle in Amsterdam. Walscapelle schilderde fruit- en bloemstillevens in de stijl van Jan Davidsz. de Heem, en een aantal van zijn werken zijn met die van De Heem verward. Hoewel hij voornamelijk bloem- en fruitstillevens schilderde, werd in een inventaris uit 1729 een architectuurstuk van hem vermeld. In 1961 dook ook een vanitas stilleven uit 1685 op. Zijn laatst bekende werk dateert van 1685. Walscapelle was van invloed op de schilder Michel Nicolas Micheux en was een zwager van de kunstschilder Ottomar Elliger (I).